# Omer Shapira
Omer Shapira (9 de setembre de 1994) és una ciclista israeliana. Professional des del 2017, actualment milita a l'equip Giusfredi–Bianchi. Ha guanyat el campionat nacional en ruta.

## Palmarès
- 2017
  -  Campiona d'Israel en ruta